# Miconia media
Miconia media är en tvåhjärtbladig växtart som först beskrevs av David Don, och fick sitt nu gällande namn av Charles Victor Naudin. Miconia media ingår i släktet Miconia och familjen Melastomataceae.

## Underarter
Arten delas in i följande underarter:
- M. m. cajamarcensis
- M. m. ecuadorensis
- M. m. borealis